# Serafino Murru
Serafino Murru (Ollastra Simaxis, 1932 – 26 gennaio 1994) è stato un cantante italiano, esponente del canto sardo a chitarra, della seconda generazione.
Serafino Murru esordisce all'età di 25 anni a Monti. 
Nel 1964 vince ad Ozieri L'usignolo d'oro. Da quel momento in poi la sua carriera ebbe un notevole sviluppo. I suoi successi discografici raggiunsero risultati mai visti prima. Questo probabilmente perché aveva inciso dei muttos con il testo in italiano, per cui aveva raggiunto una grande popolarità. Si stima che la vendita dei suoi 45 giri abbia superato le centomila copie. Fra questi i più famosi furono su Mutu longu con il titolo La gita in continente e, nel 1970, Lo scudetto in Sardegna, a seguito della vittoria del campionato di calcio da parte del Cagliari di Gigi Riva.
Nel 1971 aveva inciso alcuni duetti con Maria Carta, nell'album discografico Sardegna canta.
Essendo campidanese ad un certo punto della sua carriera si dedicò anche al canto in campidanese, come le canzoni a sa crabarissa, cioè nello stile di Cabras.
La sua ultima apparizione fu quella di Farébersviller, in Francia nel 1993, dove si era esibito con i colleghi Alessandro Fais e Mariano Lilliu, accompagnati dal chitarrista Mario Careddu e dal fisarmonicista Pietro Madau, oltre che dalle launeddas di Orlando Maxia.

## Discografia

### 45 giri
- 1970 - Lo scudetto in Sardegna/Dae terra lontana (Tirsu, TR 103) con Pietro Fara e Peppino Pippia
- 1971 - Adiu a mama/Antoneddu Antoneddu (Tirsu, TR 141) con Maria Carta
- 1971 - Trallallera corsicana/La ragazza moderna (Tirsu, TR 144) con Maria Carta
- 1971 - Alè Riva/Rusignolu in foresta con Aldo Cabizza e Peppino Pippia

### Album in studio
- 1971 Sardegna canta (1 LP) (Tirsu con Maria Carta,  Mariano Lilliu, Tonino Canu)